# Ataque de coelhos a Napoleão
O ataque de coelhos a Napoleão foi um evento semi-lendário alegadamente ocorrido em julho de 1807, envolvendo o imperador francês Napoleão Bonaparte, o qual teria sofrido um ataque de coelhos domesticados. Para se salvar, Napoleão teria precisado de fugir dos coelhos e o evento ficou conhecida com uma das derrotas mais engraçadas de Napoleão, que era conhecido por ser invencível.[carece de fontes?]

## História

### Precedentes
Após diversas vitórias do imperador durante o ano, Napoleão assinou o Tratado de Tilsit com a Prússia e estava vendo uma época de paz começar na Europa. Assim para comemorar suas conquistas, o imperador incumbiu um de seus generais de organizar uma caçada á coelhos para um jantar comemorativo. O general em questão era Louis-Alexandre Berthier e tinha 7 dias para com seus homens conseguir o maior número de coelhos o possível para que o imperador caçasse.
A ideia era existir um numero excessivo de coelhos em um pequeno local, para que em todos os lados em que Napoleão e sua comitiva olhasse, houvesse ao menos um coelho, assim aumentando as chances do grupo de predar os coelhos.[carece de fontes?]

### Seleção de coelhos
Com o pouco tempo para capturar coelhos efetivamente selvagens, Louis-Alexandre Berthier resolveu comprar 3000 coelhos domesticados (que na época eram coelhos-europeus que estavam sendo domesticados) e assim teve mais tempo para organizar o evento, assim deixando os coelhos trancados em um estoque até o dia programado para a caça.
Porém a utilização de coelhos domesticados foi um erro, tendo em vista que os coelhos-europeus haviam um comportamento completamente diferente dos coelhos selvagens, tendo em vista que os coelhos selvagens tem um desejo instintivo de fugir dos humanos, já os coelhos domésticos acabaram perdendo o medo dos humanos assim não temendo-os e sendo capazes até mesmo de atacarem seus criadores caso não fossem alimentados regularmente.

### O ataque
No dia programado para ocorrer a caça, os coelhos foram liberados e ao invés da reação de fuga esperada, os coelhos foram para cima de Napoleão e sua comitiva que estavam armados com armas que não eram eficientes a curtas distancias. Assim confusos, a comitiva de napoleão começou a revidar o ataque dos coelhos famintos com socos e chutes, quando conseguiam disparavam contra os coelhos o que acabavam por matar alguns dos mesmos. Enquanto toda confusão era armada, Napoleão correu até seu coche onde teve problemas para fugir tendo em vista que os coelhos não deixavam os cavalos andarem e insistiam em atacar o imperador.
Mesmo com toda confusão e com alguns membros da comitiva feridos, todos conseguiram fugir do lugar, assim os coelhos sobreviventes também fugiram para evitar seu abate.

### Risco à vida
Historiadores discutiram sobre o real risco que Napoleão sofreu no dia do ataque, e chegaram a conclusão que realmente houve um risco de vida aos presentes no dia, os motivos são os seguintes:
- As garras dos coelhos são afiadas e poderiam facilmente atingir alguma artéria de algum dos presentes, que poderia facilmente matar no local alguém por hemorragia (tendo em vista que uma volta á Paris, mesmo rápida demandaria um certo tempo).
- A cegueira também era um risco que estava a merecer da sorte, os coelhos famintos poderiam facilmente derrubar os homens de média estatura da época, e caso escolhessem atacar os olhos dos presentes, poderiam causar diversos danos à visão de Napoleão e sua comitiva.
- O maior risco de todos, era a infecção, tendo em vista que os coelhos ficaram presos juntos a suas fezes, é possível que suas garras estivessem sujas com bactérias, e que um mínimo arranhão do coelho errado poderia matar de forma futura o imperador e/ou membros de sua comitiva.

## Historicidade
O evento é tido como uma anedota e até Guerra psicológica disseminada por círculos antibonapartistas na Europa. Nas Guerras Napoleônicas, Napoleão logrou conquistar a antipatia da Intelligentsia inimiga. A anedota veio primeiramente à luz com Lewis Goldsmith, quando em 1810 publicou o livro antibonapartista A História Secreta do Gabinete de Bonaparte. Nessa versão humorística, Napoleão questiona seu amigo Charles-Maurice de Talleyrand-Périgord se o mesmo tinha boa caça na sua propriedade. Talleyrand, assentindo, tratou de correr contra o tempo, enchendo seu sítio de patos e coelhos, mas em vez de selvagens, usou mansos. Quando Napoleão chegou, não foi recebido por uma emocionante aventura de caça mas sim por uma horda de coelhos dóceis que lambiam suas botas, o que o deixou extremamente desapontado. Por volta de 1890, foi ao prelo as Memórias do Barão Thiébault, obra póstuma de Thiébault, onde existe uma versão muito mais dramática da história.